# Cinto de lastro

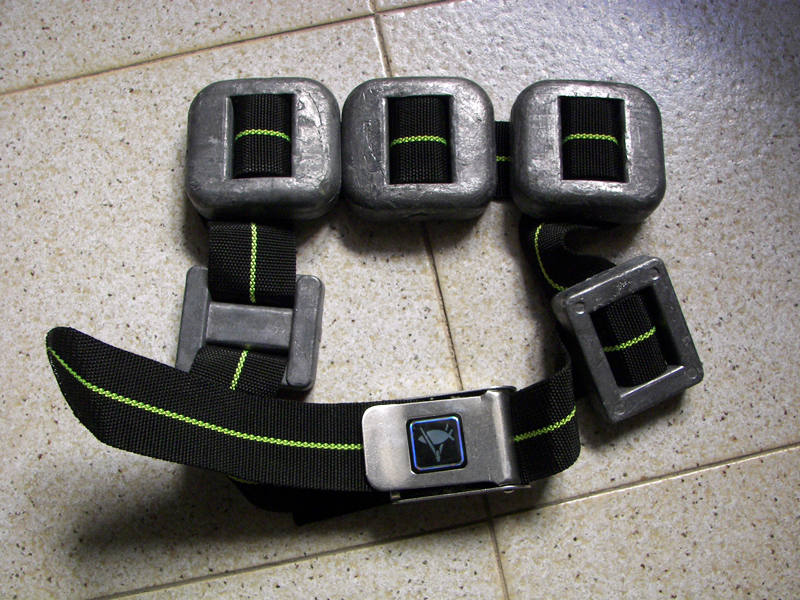

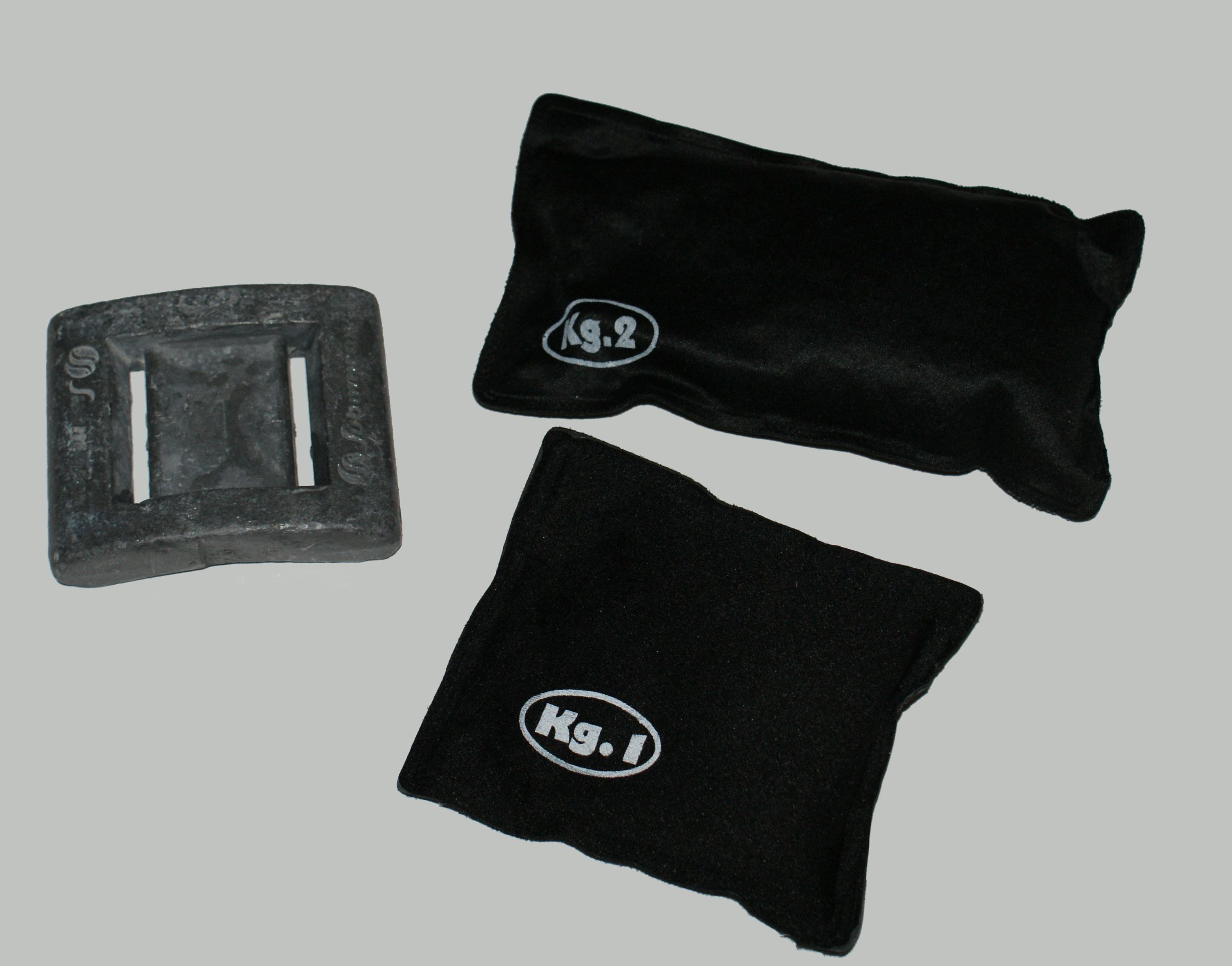
Peso cinto sólida e bolsas segurando chumbo para mergulho.

Um cinto de lastro (ou cinto de pesos) é um equipamento de mergulho que impede que o mergulhador suba à tona, à superfície. Serve para nivelar o peso/acção do mergulhador e o equipamento de mergulho, de forma a atingir uma flutuabilidade "0", tornando mais facil a sua mobilidade debaixo de água. Normalmente para cada 10 kg do mergulhador, o cinto tem de levar 1 kg de chumbo. Esses lingotes tem a forma de uma fivela de metal grossa, como são representados na imagem.